# Sphaericus gibboides
Sphaericus gibboides är en skalbaggsart som beskrevs av Anatole Auguste Boieldieu 1854. Enligt Catalogue of Life ingår Sphaericus gibboides i släktet Sphaericus och familjen Ptinidae, men enligt Dyntaxa är tillhörigheten istället släktet Sphaericus och familjen trägnagare. Arten förekommer tillfälligt i Sverige, men reproducerar sig inte. Inga underarter finns listade i Catalogue of Life.